# Walter Hamfler

Walter Hamfler

Walter Hamfler (* 22. Juli 1907 in Raudten; † 22. Juni 1940 in Pussigny) war ein deutscher Politiker (NSDAP).

## Leben und Wirken
Nach dem Besuch der Volksschule erlernte Hamfler die Berufe des Klempners, des Installateurs und des technischen Kaufmanns. Zu diesem Zweck wurde er auch an der höheren Fachschule für Metallbearbeitung und Installation in Aue ausgebildet. 
Zum 1. Februar 1929 trat Hamfler in die NSDAP ein (Mitgliedsnummer 113.563).  In dieser übernahm er Aufgaben als Ortsgruppenleiter, bevor er 1932 mit dem Amt des Kreisleiters von Strehlen betraut wurde. Später wurde er zum Gauamtsleiter ernannt und am 1. Juli 1934 wurde er zum Kreisleiter von Breslau-Stadt berufen.
Daneben nahm Hamfler Aufgaben als Provinzial-Landtagsabgeordneter in Niederschlesien, als Stadtrat und Gemeinderat von Breslau sowie als Beauftragter der NSDAP für Breslau-Stadt wahr. In der Sturmabteilung (SA) erreichte er mindestens den Rang eines Sturmbannführers.
Nachdem er sich am 29. März 1936 erfolglos um ein Reichstagsmandat beworben hatte, wurde Hamfler im Februar 1937 im Nachrückverfahren für den verstorbenen Abgeordneten Paul Hoenscher zum Abgeordneten des nationalsozialistischen Reichstag ernannt, dem er bis zu seinem Tod 1940 als Vertreter des Wahlkreises 9 (Oppeln) angehörte.
Am 30. Januar 1938 wurde Hamfler mit dem Goldenen Ehrenzeichen der NSDAP ausgezeichnet.
Hamfler starb 1940 als Angehöriger der Wehrmacht bei Kampfhandlungen in Frankreich.